# Epilobium brevifolium
Epilobium brevifolium är en dunörtsväxtart. Epilobium brevifolium ingår i släktet dunörter, och familjen dunörtsväxter.

## Underarter
Arten delas in i följande underarter:
- E. b. brevifolium
- E. b. trichoneurum